# معاهدة رابالو (1922)
معاهدة رابالو هي اتفاقية وُقعت في 16 أبريل 1922 بين الجمهورية الألمانية وجمهورية روسيا الاتحادية الاشتراكية السوفيتية والتي بموجبها تخلى كل مطالبة إقليمية ومالية ضد الآخر بعد معاهدة بريست ليتوفسك والحرب العالمية الأولى.
كما اتفقت الحكومتان على تطبيع علاقاتهما الدبلوماسية و«التعاون بروح من حسن النية المتبادلة في تلبية الاحتياجات الاقتصادية للبلدين». سرا، أقام الجانبان تعاونا عسكريا مفصلا، في حين أنكرا ذلك علنا.
كان ذلك بمثابة انعكاس لمؤتمر جنوة، الذي ضم ألمانيا وروسيا. كانت المحادثات قد انهارت عندما طالبت فرنسا السوفيت بتحمل ديون ما قبل الحرب التي تكبدتها الإمبراطورية الروسية وبتعويضات فورية من قبل الألمان إلى الاتحاد السوفيتي. تم التفاوض على المعاهدة من قبل جورجي تششيرين، وزير خارجية جمهورية روسيا الاتحادية الاشتراكية السوفيتية ونظيره الألماني فالتر راتيناو. تم تبادل التصديق في برلين في 31 يناير 1923. تم توقيعه في فندق إومپريال في بلدة سانتا رابالو الإيطالية، وتم تسجيله في سلسلة معاهدات عصبة الأمم في 19 سبتمبر 1923. لم تتضمن المعاهدة أحكامًا عسكرية سرية؛ لكن التعاون العسكري السري سرعان ما تبعها.
مدد اتفاق تكميلي تم توقيعه في برلين في 5 نوفمبر المعاهدة لتشمل علاقات ألمانيا مع الجمهوريات السوفيتية الأخرى: أوكرانيا وبيلاروسيا وأرمينيا وجورجيا وأذربيجان وجمهورية الشرق الأقصى. تم تبادل التصديق في برلين في 26 أكتوبر 1923، وتم تسجيل البروتوكول الإضافي في سلسلة معاهدات عصبة الأمم في 18 يوليو 1924.
تم التأكيد على الاتفاقية بمعاهدة برلين لعام 1926.

## خلفية
بقيتا كل من ألمانيا وجمهورية روسيا الاتحادية الاشتراكية السوفيتية ضعيفين في الفترة التي تلت نهاية الحرب العالمية الأولى. لقد خسرت ألمانيا الحرب، وتركتها معزولة دبلوماسياً، وأدت معاهدة فرساي بعد الحرب إلى نزع السلاح الألماني والتنازل عن الأراضي الألمانية، بما في ذلك جميع مستعمراتها. كان الاتحاد السوفيتي قد ترك الحرب قبل نهايتها في عام 1917، بسبب الثورة البلشفية وتنازل عن العديد من أراضيها الغربية لألمانيا في معاهدة بريست ليتوفسك؛ بعد هزيمة ألمانيا، تحولت هذه الأراضي إلى عدد من الدول المستقلة الجديدة، بما في ذلك بولندا. مثل الألمان تم ترك الروس معزولين دبلوماسياً لأن انتقالهم إلى الحكم الشيوعي قد أدى إلى فقدان الحلفاء الغربيين لأن «السياسات التي اتبعها المنتصرون، ولا سيما فرنسا، لم تترك بديلاً لألمانيا سوى الاقتراب من روسيا» 
كانت ألمانيا تأمل في البداية في متابعة التغييرات السلمية لمعاهدة فرساي، وكان هدفها الإقليمي الرئيسي هو استعادة أجزاء معينة من غرب بولندا. فشل الموقف التصالحي في البداية في عام 1919، مما دفع ألمانيا إلى فرض حصار اقتصادي على بولندا في يناير 1920. فشل هذا الجهد لفرض التغييرات أيضًا، وأدى إلى خسائر فادحة لرجال الأعمال الألمان. وأدت هذه الإخفاقات ألمانيا للبحث عن بدائل أخرى، التي وصلت إلى أكثر تطرفا في اقتراح هانس فون سيكت، قائد الدفاع الوطنية (الجيش الألماني)، الذي اقترح أن ألمانيا والاتحاد السوفيتي يجب إبرام تحالف لغزو معا بولندا، تليها حرب على فرنسا. لم يكن لمقترحاته تأثير كبير على السياسة الرسمية، لكن الفكرة العامة المتمثلة في البحث عن تعاون أوثق مع روسيا بدأت تكتسب عملة بين عدد من المجموعات، بما في ذلك رجال الأعمال الألمان الذين شاهدوا فرصًا في السوق في روسيا.

مثل ألمانيا، كانت روسيا تأمل في تحقيق مكاسب إقليمية على حساب بولندا، لكنها تركت دون وسيلة فعالة للقيام بذلك. في أوائل عام 1919، اندلعت الحرب البولندية السوفيتية بسبب النزاعات الحدودية بين البلدين. بعد الانتصارات السوفيتية الأولية، تعرض البولنديون لهجوم مضاد ناجح، وتم التوصل إلى سلام في مارس 1921، تاركين الرغبات السوفيتية لمراجعة الخطوط الحدودية لم تتحقق إلى حد كبير. كما تركت الحرب السوفيت معزولة عن بريطانيا وفرنسا. أدت هذه العزلة المشتركة والاهتمام بالمراجعة في بولندا إلى التعاطف الطبيعي بين روسيا وألمانيا. في مؤتمر الطرف العاشر في عام 1921، استقر السوفيت على سياسة السعي وراء فرص التجارة مع القوى الغربية، والتي يمكن أن توفر المواد الصناعية التي تمس الحاجة إليها. كما، 
 كانت ألمانيا وروسيا تتقاربان بسرعة معًا لأن كل منهما يمكنه استخدام ما عرضه الآخر. احتاجت روسيا إلى العمال الصناعيين المهرة من ألمانيا، الذين لهم دراية الأساليب الصناعية المتقدمة. بالنسبة لألمانيا، وفرت روسيا منفذًا لطاقاتها وسوقًا لمنتجاتها ومصدرًا للمواد الخام. 
 أدت المخاوف الألمانية-السوفيتية المشتركة أولاً إلى التوقيع، في مايو 1921، على معاهدة بين البلدين اعترفت ألمانيا بموجبها بالنظام السوفيتي باعتباره الحكومة الشرعية الوحيدة لروسيا، ووافقت على تعليق العلاقات مع جميع المجموعات الأخرى التي ما زالت تطالب بالسلطة. مهد هذا الاتفاق الطريق للتعاون المستقبلي بين الاثنين.

## نص الاتفاق
وافقت الحكومة الألمانية، ممثلة بالدكتور فالتر راثيناو، وزير الدولة، وحكومة الجمهورية الاشتراكية السوفيتية الفيدرالية الروسية، ممثلة في M. M. Tchitcherin ، مجلس الشعب، على الأحكام التالية: المادة 1 اتفقت الحكومتان على أن الترتيبات التي تم التوصل إليها بين الرايخ الألماني والجمهورية السوفيتية الاتحادية الاشتراكية الروسية، فيما يتعلق بالمسائل التي تعود إلى فترة الحرب بين ألمانيا وروسيا، سيتم تسويتها بالتأكيد على الأساس التالي:
[أ] الرايخ الألماني والجمهورية السوفيتية الفيدرالية الروسية الاشتراكية يتفقان بشكل متبادل على التنازل عن مطالبتهم بالتعويض عن النفقات المتكبدة بسبب الحرب، وأيضًا عن أضرار الحرب، أي أضرار قد تكون قد تكبدتها ومن قبل رعاياهم في مناطق الحرب بسبب التدابير العسكرية، بما في ذلك جميع طلبات الشراء في بلد العدو. يوافق الطرفان بالمثل على التخلي عن التعويضات عن أي أضرار مدنية، والتي قد تكون عانت من مواطني الطرف الواحد بسبب ما يسمى بتدابير الحرب الاستثنائية أو بسبب تدابير الطوارئ التي اتخذها الطرف الآخر.
[ب] تتم تسوية العلاقات القانونية في المسائل العامة والخاصة الناشئة عن حالة الحرب، بما في ذلك مسألة معاملة السفن التجارية التي وقعت في أيدي أي من الطرفين، على أساس المعاملة بالمثل.
[ج] توافق ألمانيا وروسيا بشكل متبادل على التنازل عن مطالبتهم بالتعويض عن النفقات التي تكبدها أي من الطرفين نيابة عن أسرى الحرب. علاوة على ذلك، توافق الحكومة الألمانية على التخلي عن التعويضات فيما يتعلق بالنفقات التي تكبدتها نيابة عن أفراد الجيش الأحمر المعتقلين في ألمانيا. توافق الحكومة الروسية على التخلي عن استرداد عائدات البيع التي نفذت في ألمانيا لمخازن الجيش التي أحضرها إلى ألمانيا أعضاء الجيش الأحمر المذكورون أعلاه.
المادة 2 تتنازل ألمانيا عن جميع الدعاوى المرفوعة ضد روسيا والتي ربما تكون قد نشأت من خلال تطبيق، حتى الآن، قوانين وتدابير الجمهورية السوفيتية الاتحادية الاشتراكية الروسية للمواطنين الألمان أو حقوقهم الخاصة وحقوق الرايخ الألماني والدول، وكذلك المطالبات التي قد نشأت بسبب أي تدابير أخرى اتخذتها جمهورية روسيا الاتحادية الاشتراكية السوفيتية الروسية أو من قبل عملائها ضد الرعايا الألمان أو الحقوق الخاصة، بشرط ألا تفي حكومة الجمهورية الاشتراكية السوفيتية الاتحادية الروسية بمطالبات التعويض عن طبيعة مماثلة مصنوعة من قبل طرف ثالث.
المادة 3
تستأنف على الفور العلاقات الدبلوماسية والقنصلية بين الرايخ الألماني والجمهورية السوفيتية الاتحادية الاشتراكية الروسية. تحدد شروط قبول قنصلي كلا الطرفين عن طريق اتفاق خاص.
المادة 4 علاوة على ذلك، اتفقت الحكومتان على أن إقامة المركز القانوني لمواطني أحد الطرفين، الذين يعيشون داخل إقليم الطرف الآخر، والتنظيم العام للعلاقات المتبادلة والتجارية والاقتصادية، يجب أن يتم على أساس مبدأ دولة أولى بالرعاية. ومع ذلك، لا ينطبق هذا المبدأ على الامتيازات والتسهيلات التي قد تمنحها الجمهورية السوفيتية الفيدرالية الروسية الاشتراكية لجمهورية سوفيتية أو لأي دولة كانت في الماضي تشكل جزءًا من الإمبراطورية الروسية السابقة.
المادة 5 تتعاون الحكومتان بروح من النوايا الحسنة المتبادلة لتلبية الاحتياجات الاقتصادية للبلدين. في حالة وجود تسوية جوهرية للمسألة المذكورة أعلاه على أساس دولي، يتم تبادل الآراء في السابق بين الحكومتين. تعلن الحكومة الألمانية، بعد أن تم إخطارها مؤخرًا بالاتفاقات المقترحة للشركات الخاصة، عن استعدادها لتقديم كل الدعم الممكن لهذه الترتيبات وتيسير تنفيذها.
المادة 6 تدخل المادتان 1 (ب) و4 من هذه الاتفاقية حيز التنفيذ في يوم التصديق، وتصبح الأحكام المتبقية سارية المفعول على الفور. النص الأصلي مكرر في رابالو في 16 أبريل 1922
توقيع: راثيناو
توقيع: تشيتشرين

## الحواشي
1. ↑  Gordon H. Mueller, "Rapallo Reexamined: a new look at Germany's secret military collaboration with Russia in 1922." Military Affairs 40#3 (1976): 109-117. in JSTOR نسخة محفوظة 29 أكتوبر 2018 على موقع واي باك مشين.
2. ↑  League of Nations Treaty Series, vol. 19, pp. 248-252.
3. ↑  Gordon H. Mueller, "Rapallo Reexamined: A New Look at Germany's Secret Military Collaboration with Russia in 1922," Military Affairs (1976) 40#3 pp 109-117 in JSTOR نسخة محفوظة 29 أكتوبر 2018 على موقع واي باك مشين.
4. ↑  League of Nations Treaty Series, vol. 26, pp. 388-394.
5. ↑  Rosenbaum، Kurt (1965). Community of Fate German - Soviet Diplomatic Relations 1922-1928. Syracuse University Press. ص. 19.
6. ↑  Lee and Michalka 50
7. ↑  Lee and Michalka 51
8. ↑  Lee and Michalka 58-59
9. ↑  Kochan 115-116
10. ↑  Rosenbaum، Kurt (1965). Community of Fate German Soviet Diplomatic Relations 1922-1928. Syracuse University Press. ص. 17.
11. ↑  Kochan 117